# 엘리너 패터슨
엘리너 패터슨(영어: Eleanor Patterson, 1996년 5월 22일~)은 오스트레일리아의 육상 선수로 주 종목은 높이뛰기이다. 올림픽에 1회(2020) 참가했으며 2022년 세계 선수권 대회에서 우승을 차지했다.